# Hôtel de ville d'Umeå
L'hôtel de ville d'Umeå (Umeå rådhus en suédois) est situé au cœur de la ville d'Umeå, en Suède, sur la rive nord du fleuve Umeälven. C'est un bâtiment de style néo-Renaissance, construit en 1890 sur l'emplacement de l'ancien hôtel de ville, détruit durant l'incendie de 1888 (sv).
L'hôtel de ville est un monument protégé (byggnadsminne) depuis 1981.